# 國際森林學學生會
國際森林學學生會 (英語：International Forestry Students' Association，簡稱IFSA) 經過三十年的發展，直至今日已經成長為一個全球性的組織，它讓全世界的森林學學生聚在一起，進行各式各樣的活動。

## 歷史

### 研討會
剛開始，是一個森林學學生的年度聚會：國際森林系學生研討會(the International Forestry Students Symposium，簡稱IFSS)。1973年的時候，英國第一次籌畫IFSS，之後連續主辦了13年，IFSS目的在於提供森林系學生交流平台以便相互討論理想和觀點，使所有學生團結一致，彼此啟發。後來，IFSS轉移到歐陸舉辦，其中的3次會議，創立了資訊中心(INFOCENTER)，整合森林系學生間的資訊。

### 通過臨時章程
第18屆會議於葡萄牙里斯本舉辦，參與者決定在年度會議之外，進一步擴張森林系學生間的合作。在IFSA的創立大會上，創始成員通過了臨時章程(provisional statutes)，並選出第1任代表。在荷蘭的第19屆會議是一次空前的大成功，有來自38個國家的112個參與者，第一次會齊各大洲的成員。在第20屆會議中，第3屆會員大會(General Assembly)成立中央機關，秘書處(the Secretariat)，負責組織的行政事務、內部溝通及所有資訊中心的職務，使其成為IFSA的總部。

### 通過章程，正式登記
第21屆會議在馬來西亞舉辦，是第一次在歐洲之外的地方舉辦因此意義重大。在瑞士的第22屆IFSS中，第5屆會員大會通過了新的章程。IFSA正式登記為社團法人，並以德國的哥廷根Göttingen為總部所在。第25、26屆在非洲的南非和迦納舉辦，成就非凡。第27屆會議在德國舉辦，通過了修訂章程、法令(Decree)和規則(By-law)，而且會員大會把所在地移到Freiburg。

### 區域會議
在2000年，IFSA多了一項新的活動，在東歐和西歐分別舉辦區域會議，分別由丹麥哥本哈根和匈牙利Sopron的學生主辦。2001年地區集會由瑞士蘇黎世和克羅埃西亞Zagreb的學生安排，區域會議的舉辦成為慣例。2001年的IFSS在捷克共和國，由Brno孟德爾大學的學生舉辦。

### 區際高峰會
在捷克期間，北歐和波羅的海諸國的學生計畫一個稱為北歐區際高峰會(Northern European Interregional Summit，簡稱NEIS)的活動，後來也成為慣例。第一屆NEIS於2002年由赫爾辛基的學生在芬蘭舉辦，值得紀念的是，會中成員在芬蘭式蒸汽浴之後進了結冰的湖泊游泳，該屆主題是「波羅的海區域林業的經濟未來」。

## 外部連結
- 國際森林學學生會 （页面存档备份，存于）